# Acanthopterygii (classification phylogénétique)
Cette page a pour objet de présenter un arbre phylogénétique des Acanthopterygii (Acanthoptérygiens), c'est-à-dire un cladogramme mettant en lumière les relations de parenté existant entre leurs différents groupes (ou taxa), telles que les dernières analyses reconnues les proposent. Ce n'est qu'une possibilité, et les principaux débats qui subsistent au sein de la communauté scientifique sont brièvement présentés ci-dessous, avant la bibliographie.

## Arbre phylogénétique
Le cladogramme présenté ici ne possède qu'une valeur indicative. Il n'est pas forcément consensuel, et on peut toujours se référer à la bibliographie au bas de l'article.
Le symbole ▲ renvoie à la partie immédiatement supérieure de l'arbre phylogénétique du vivant. Le signe ► renvoie à la classification phylogénétique du groupe considéré. Tout nœud de l'arbre portant plus de deux branches montre une indétermination de la phylogénie interne du groupe considéré.
Les habitudes typographiques des botanistes et des zoologistes sont différentes. Ici, par commodité de lecture, et certains groupes actuels relevant des deux domaines traditionnels, les noms de taxons supérieurs au genre sont tous écrits en caractères droits, les noms de genres ou d'espèces en italiques.
À la suite d'un taxon, sa période d'apparition, quand elle est connue, peut être indiquée suivant la légende suivante :
(Plé) : Pléistocène ; (Pli) : Pliocène ; (Mio) : Miocène ; (Oli) : Oligocène ; (Éoc) : Éocène ; (Pal) : Paléocène ; (Cré) : Crétacé ; (Jur) : Jurassique ; (Tri) : Trias ; (Per) : Permien ; (Car) : Carbonifère ; (Dév) : Dévonien ; (Sil) : Silurien ; (Ord) : Ordovicien ; (Camb) : Cambrien ; (Edi) : Édiacarien. Pour plus de précision si possible, (-) : inférieur ; (~) : moyen ; (+) : supérieur.

```
▲

└─o 
Acanthopterygii

  ├─o 
Beryciformes

  └─o
    ├─o 
Ophidiiformes

    └─o
      ├─o 
Batrachoidiformes

      ├─o
      │ ├─o 
Apogonidae

      │ └─o 
Gobioidei

      └─o
        ├─o
        │ ├─o
        │ │ ├─o 
Stromateidae

        │ │ └─o
        │ │   ├─o 
Trichiuridae

        │ │   └─o 
Scombridae

        │ └─o
        │   ├─o 
Aulostomoidei

        │   └─o
        │     ├─o 
Dactylopteroidei

        │     └─o
        │       ├─o
        │       │ ├─o 
Mullidae

        │       │ └─o 
Callionymoidei

        │       └─o 
Syngnathidae

        └─o
          ├─o
          │ ├─o 
Mugilidae

          │ ├─o
          │ │ ├─o 
Embiotocidae

          │ │ ├─o 
Pomacentridae

          │ │ └─o 
Cichlidae

          │ └─o
          │   ├─o
          │   │ ├─o 
Gobiesocoidei

          │   │ └─o 
Blennioidei

          │   └─o 
Atherinomorpha

          │     ├─o 
Atheriniformes

          │     └─o 
Cyprinodontea

          │       ├─o 
Beloniformes

          │       └─o 
Cyprinodontiformes

          └─o
            ├─o
            │ ├─o
            │ │ ├─o 
Indostomidae

            │ │ └─o 
Synbranchiformes

            │ └─o
            │   ├─o 
Channoidei

            │   └─o 
Anabantoidei

            ├─o
            │ ├─o 
Sphyraenidae

            │ ├─o 
Xiphiidae

            │ ├─o
            │ │ ├─o 
Carangidae

            │ │ └─o
            │ │   ├─o 
Echeneidae

            │ │   └─o 
Coryphaenidae

            │ └─o
            │   ├─o 
Latidae

            │   └─o 
Pleuronectiformes

            └─o
              ├─o
              │ ├─o
              │ │ ├─o 
Odacidae

              │ │ └─o 
Labridae

              │ └─o 
Scaridae

              ├─o
              │ ├─o 
Ammodytidae

              │ └─o 
Uranoscopidae

              ├─o
              │ ├─o 
Centrarchidae

              │ └─o 
Elassomatidae

              ├─o
              │ ├─o 
Percidae

              │ ├─o 
Notothenioidei

              │ ├─o 
Trachinidae

              │ ├─o 
Serranidae

              │ ├─o 
Scorpaenidae

              │ └─o
              │   ├─o 
Triglidae

              │   └─o
              │     ├─o 
Cottoidei

              │     └─o
              │       ├─o 
Gasterosteoidei

              │       └─o 
Zoarcoidei

              └─o
                ├─o
                │ ├─o 
Pomacanthidae

                │ └─o 
Acanthuridae

                └─o
                  ├─o
                  │ ├─o 
Caproidae

                  │ └─o 
Sparidae

                  └─o
                    ├─o 
Lophiiformes

                    └─o 
Tetraodontiformes
```

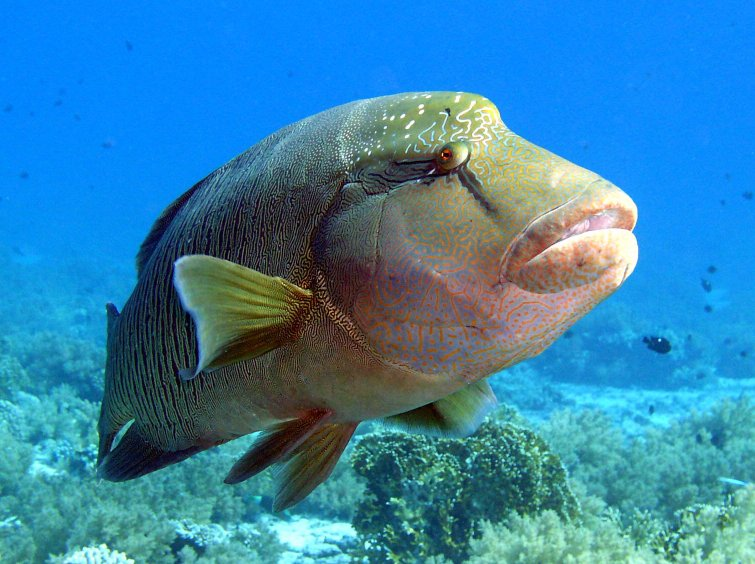
Napoléon (Cheilinus undulatus, Labridae)
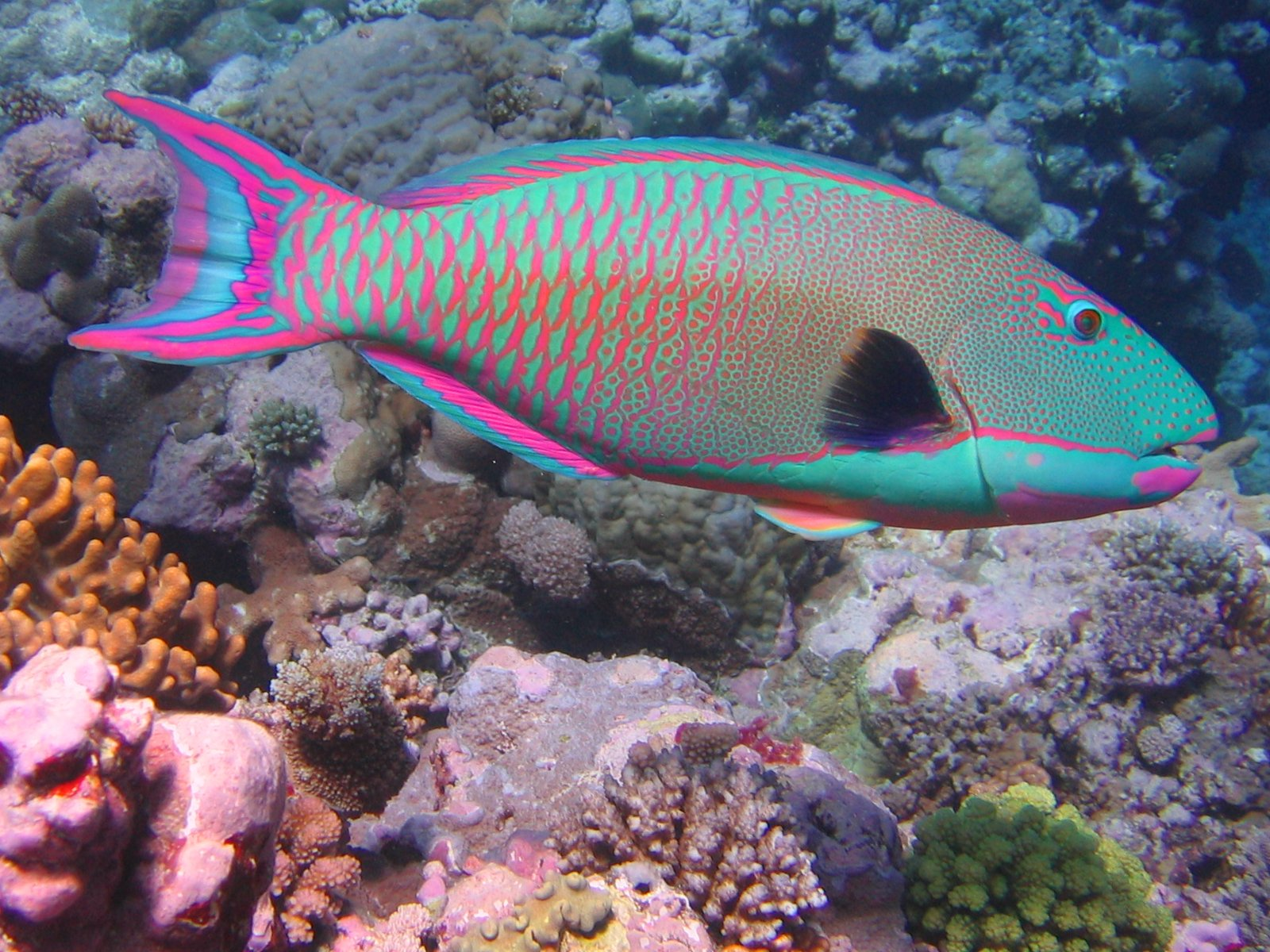
Poisson perroquet (Cetoscarus bicolor, Scaridae)
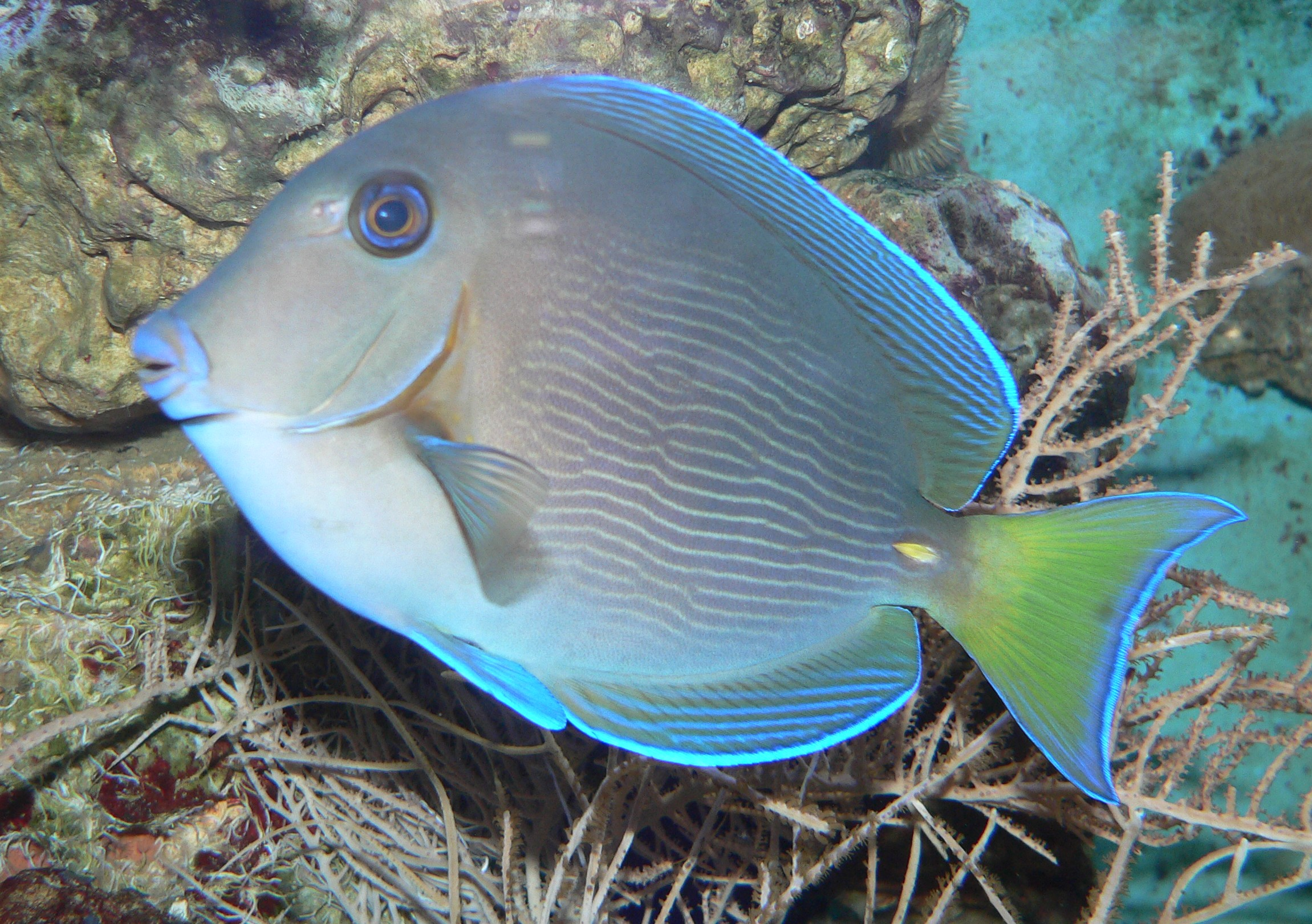
Chirurgien (Ctenochaetus hawaiiensis, Acanthuridae), à Hawaii
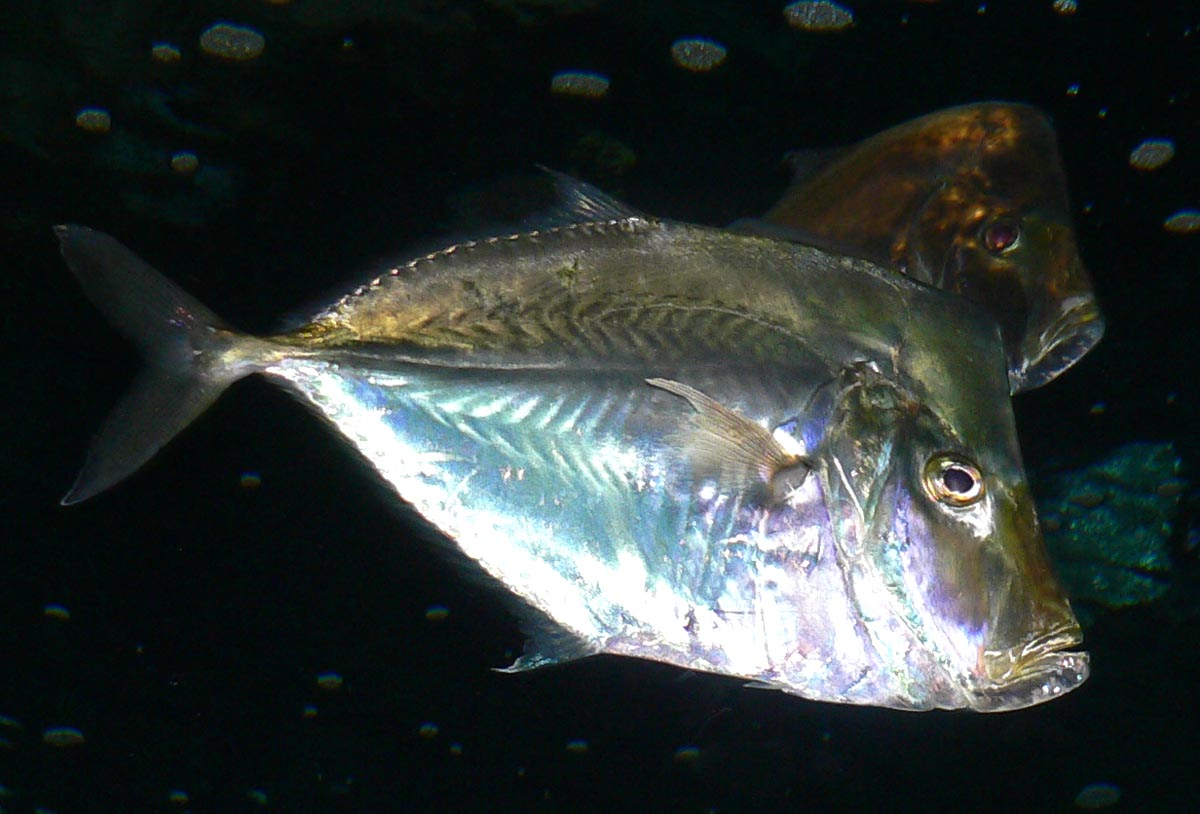
Selene vomer (Carangidae)
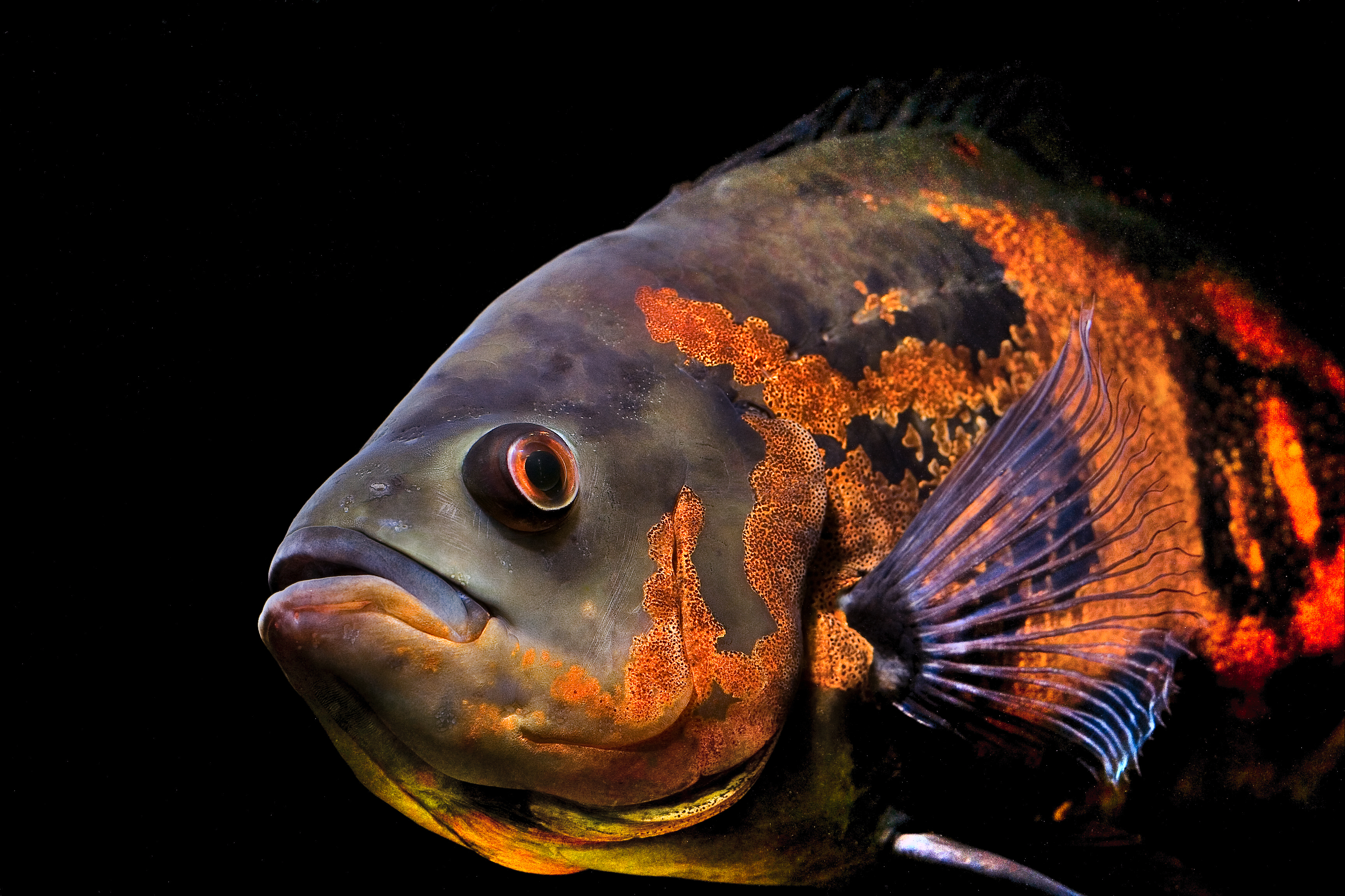
Astronotus ocellatus (Cichlidae)
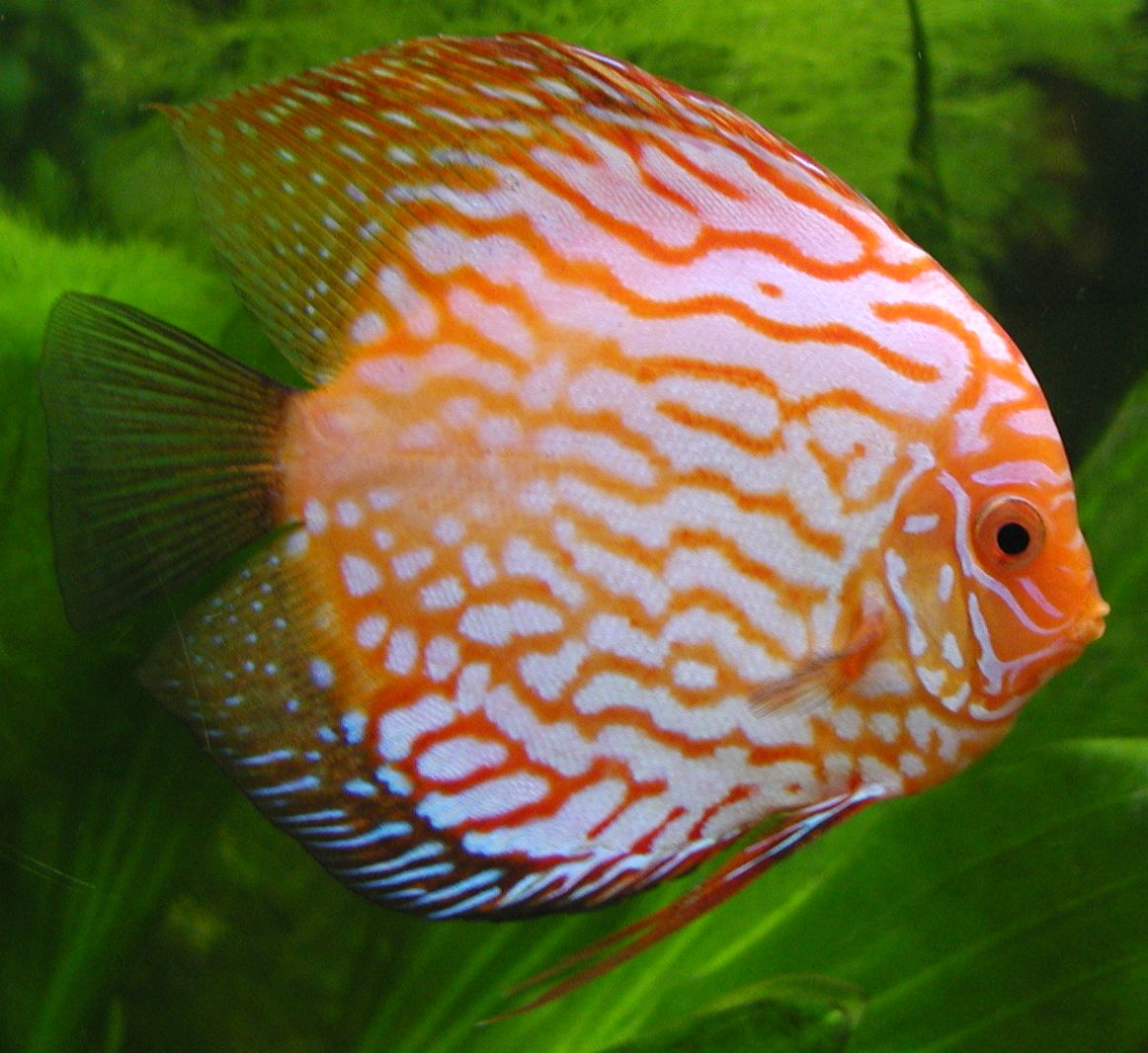
Symphysodon aequifasciatus (Cichlidae)
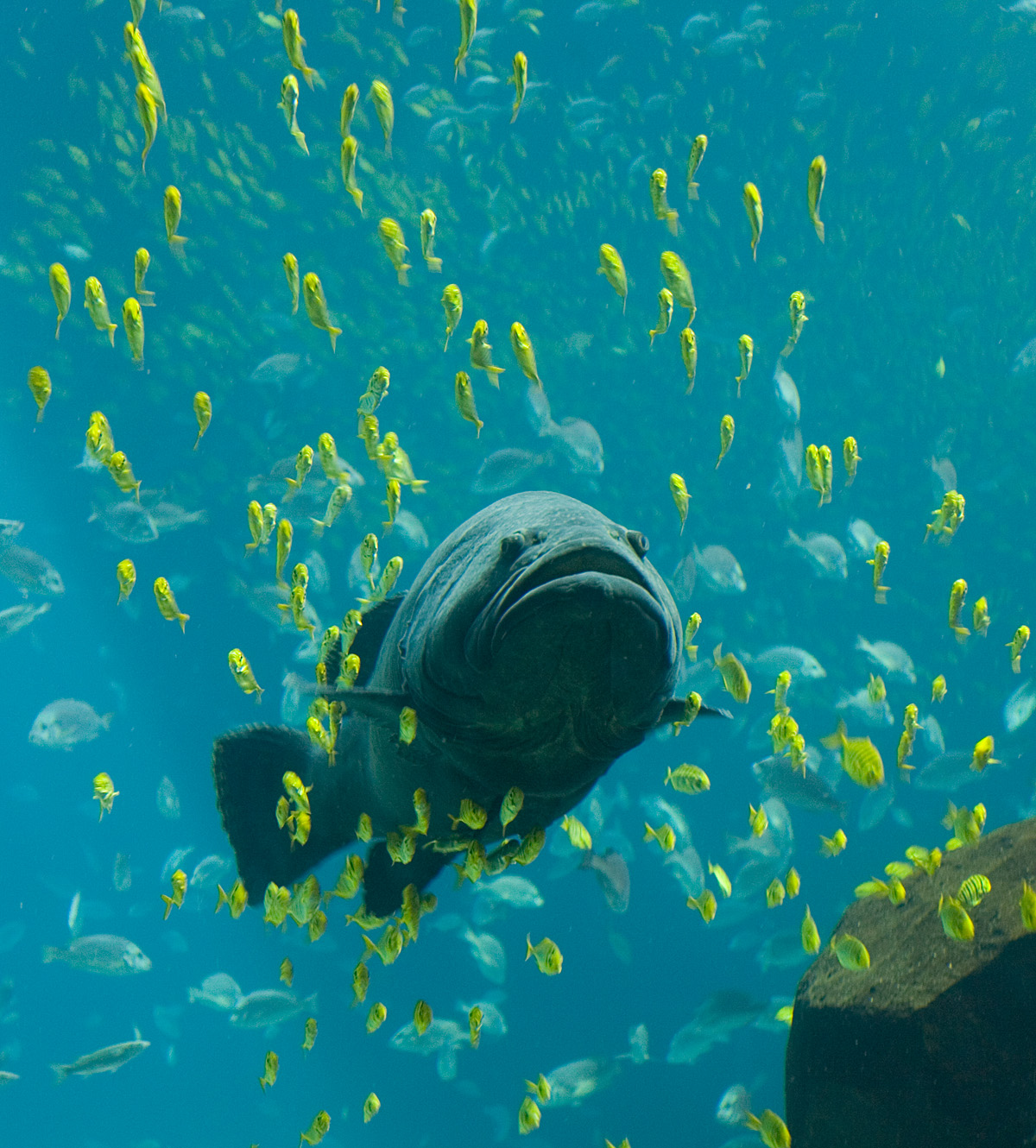
Grand mérou (Epinephelus lanceolatus, Serranidae)
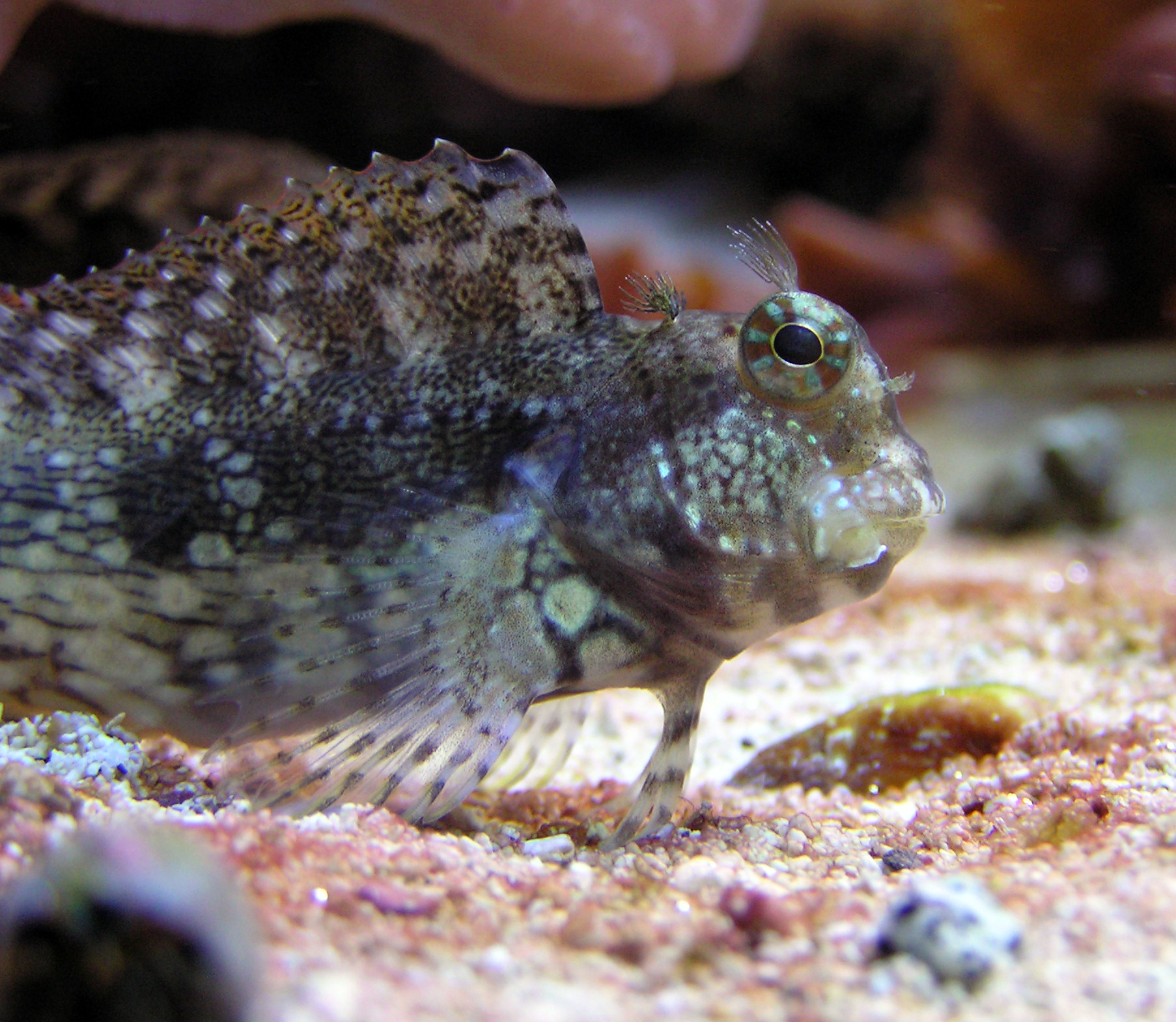
Salarias fasciatus (Blenniidae)
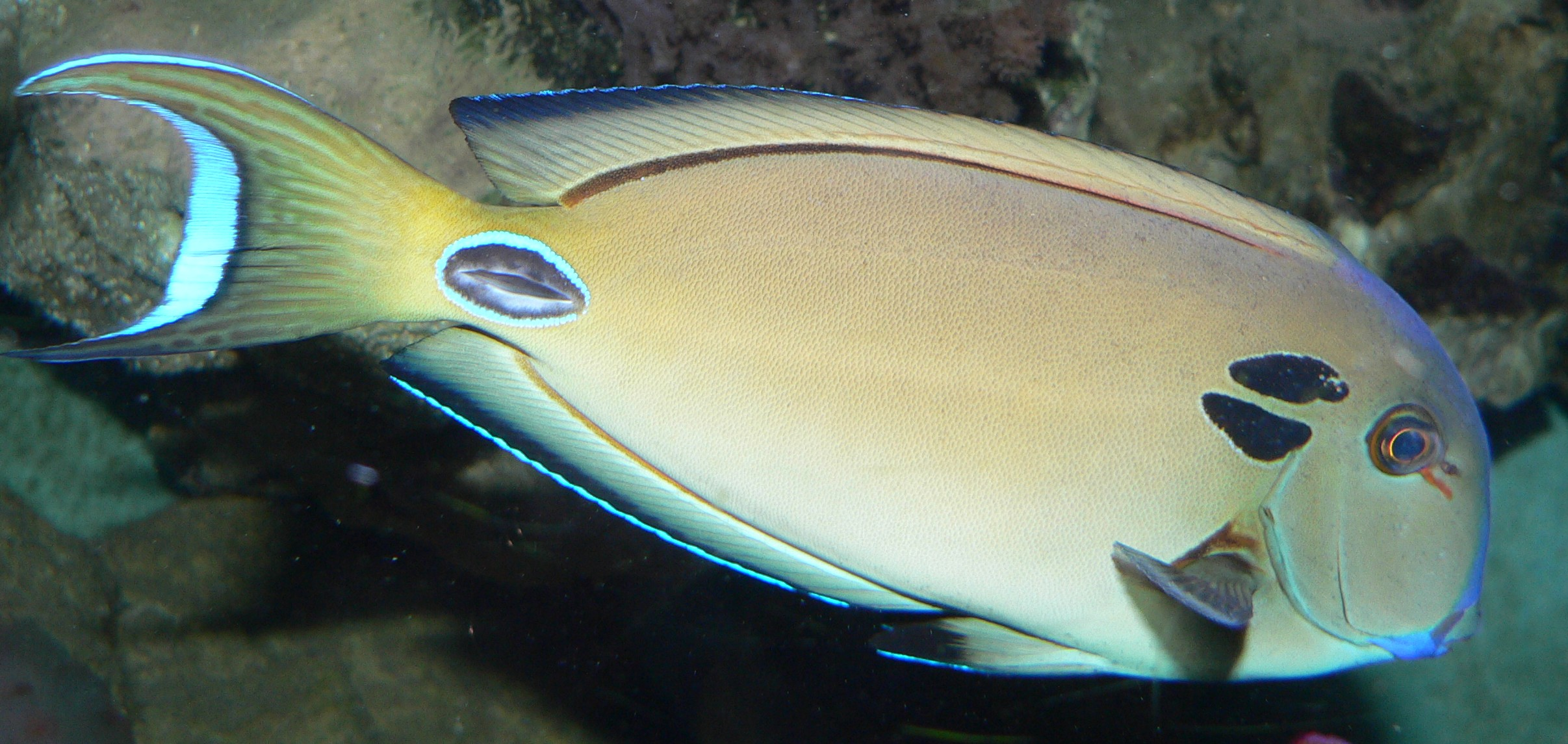
Acanthurus tennenti (Acanthuridae)
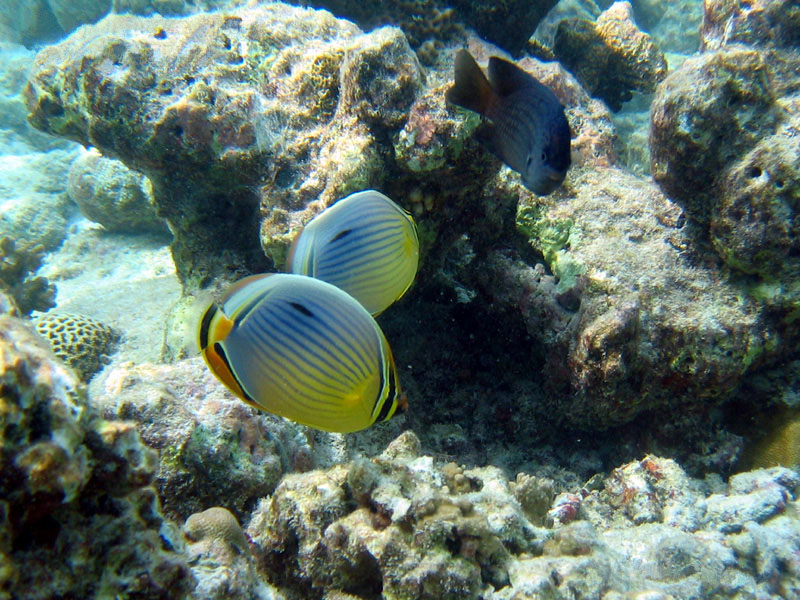
Chaetodon trifasciatus (Chaetodontidae)
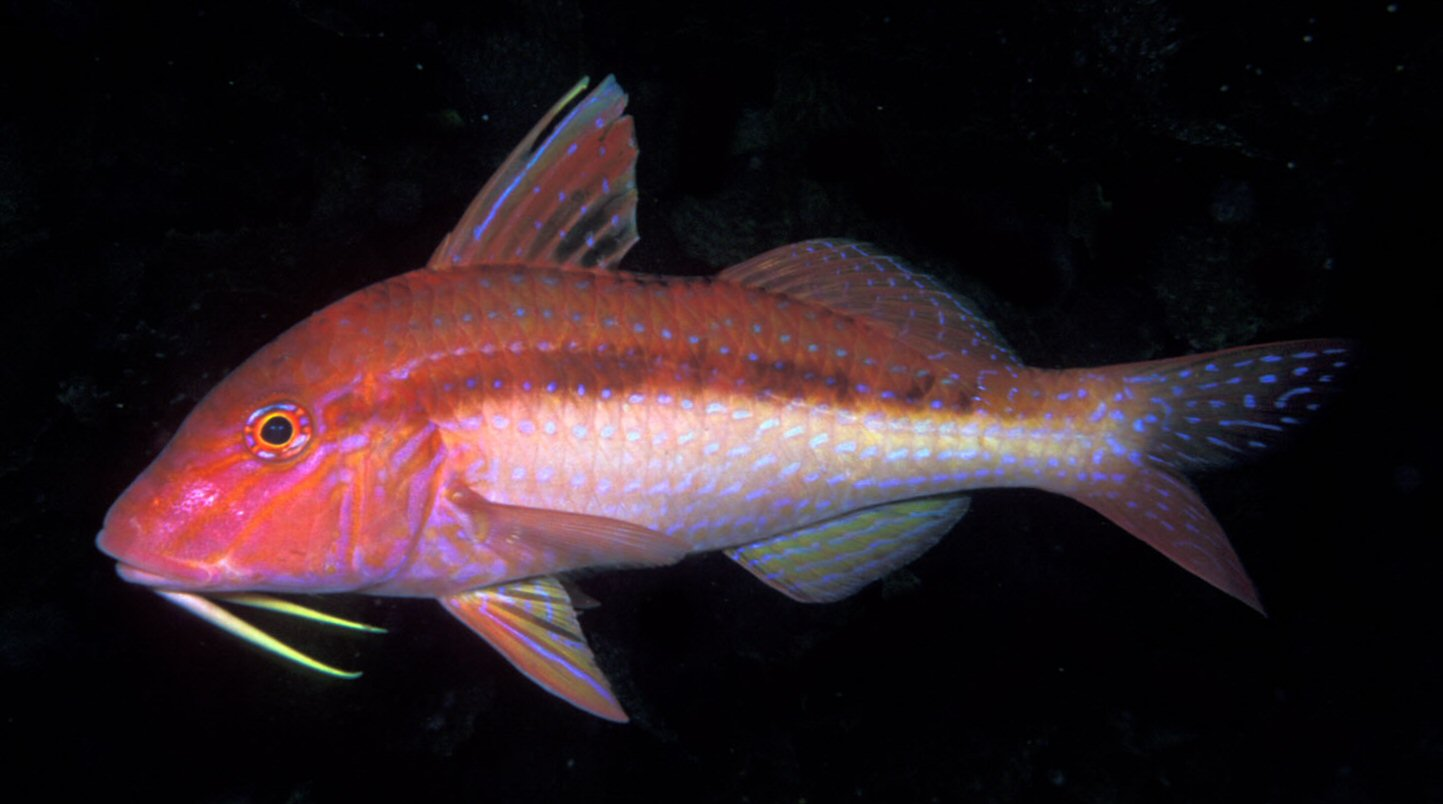
Upeneichthys lineatus (Mullidae)
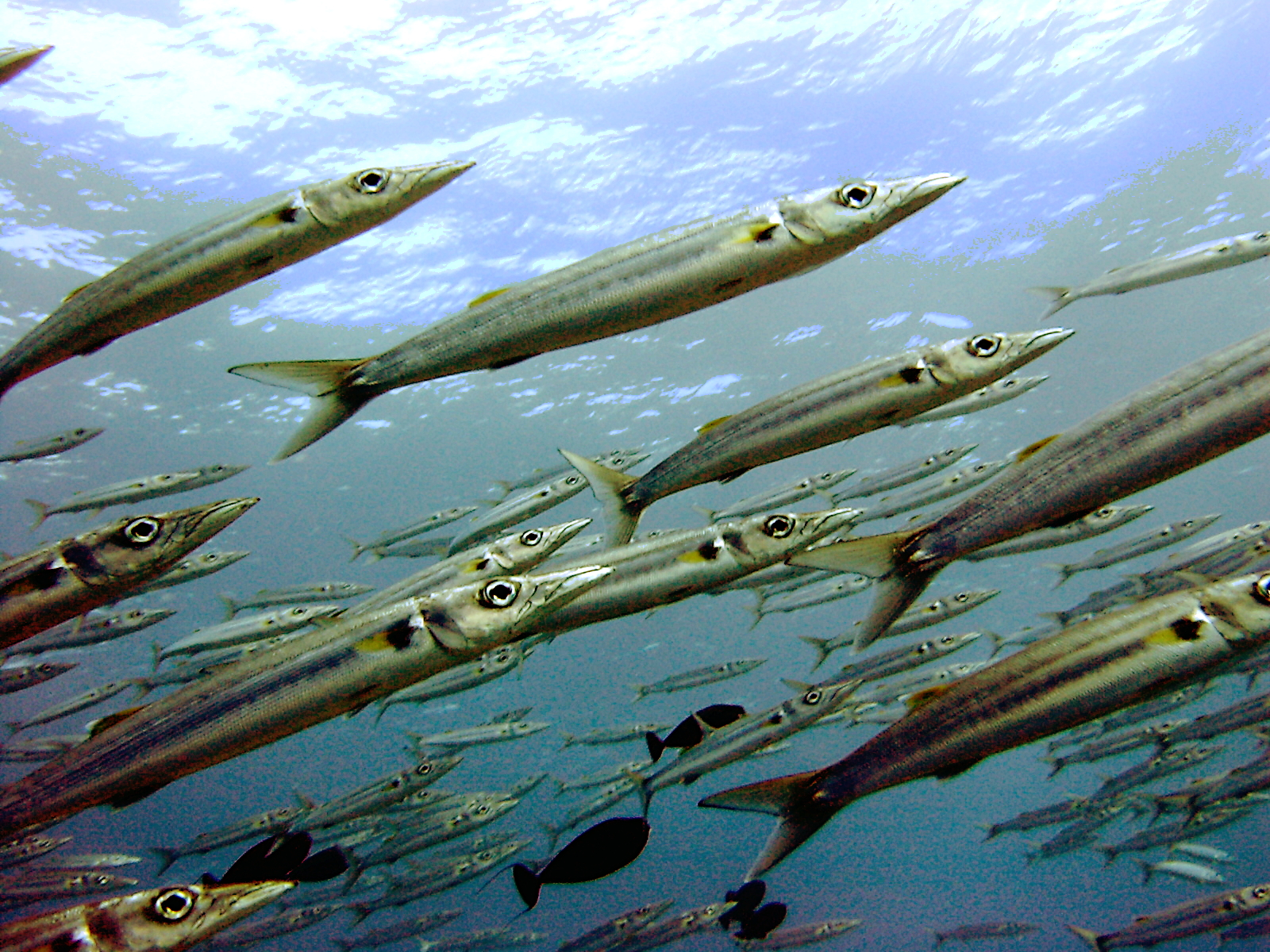
Barracuda (Sphyraena forsteri, Sphyraenidae)
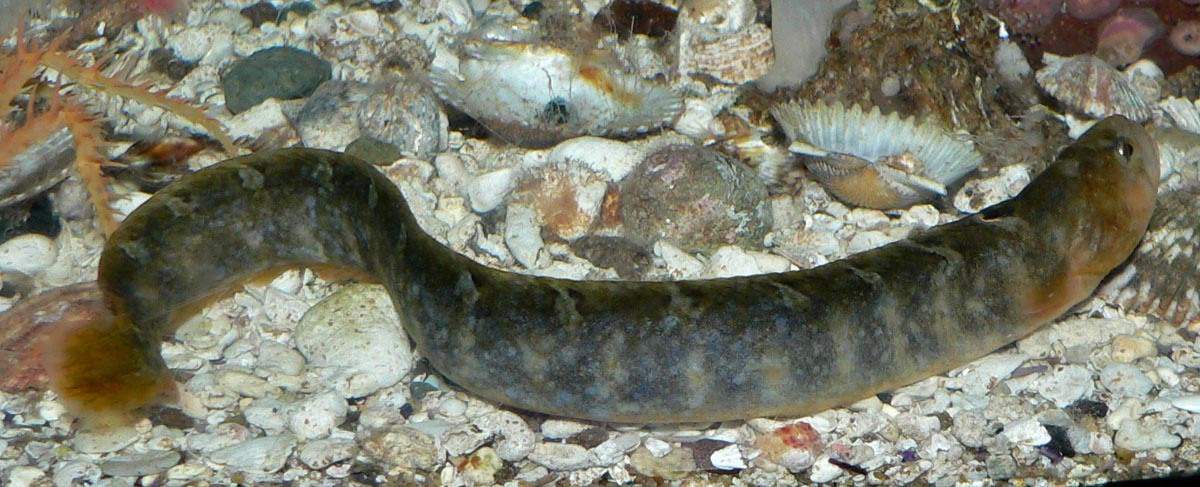
Pholis laeta (Pholidae)
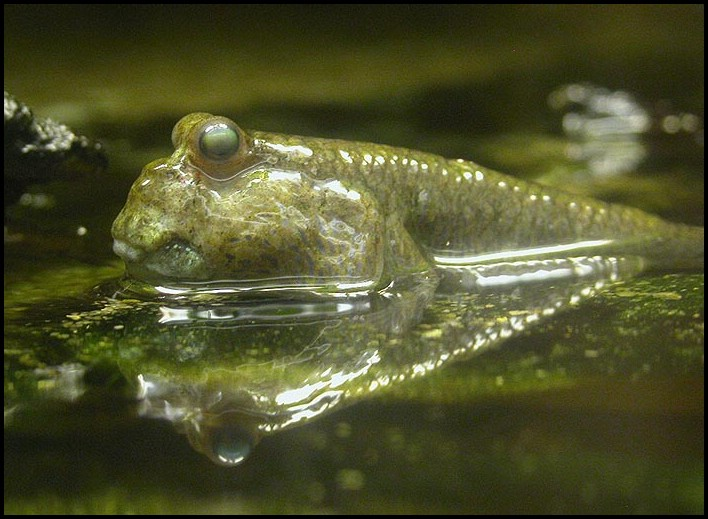
Periophthalmus sp. (Gobiidae)
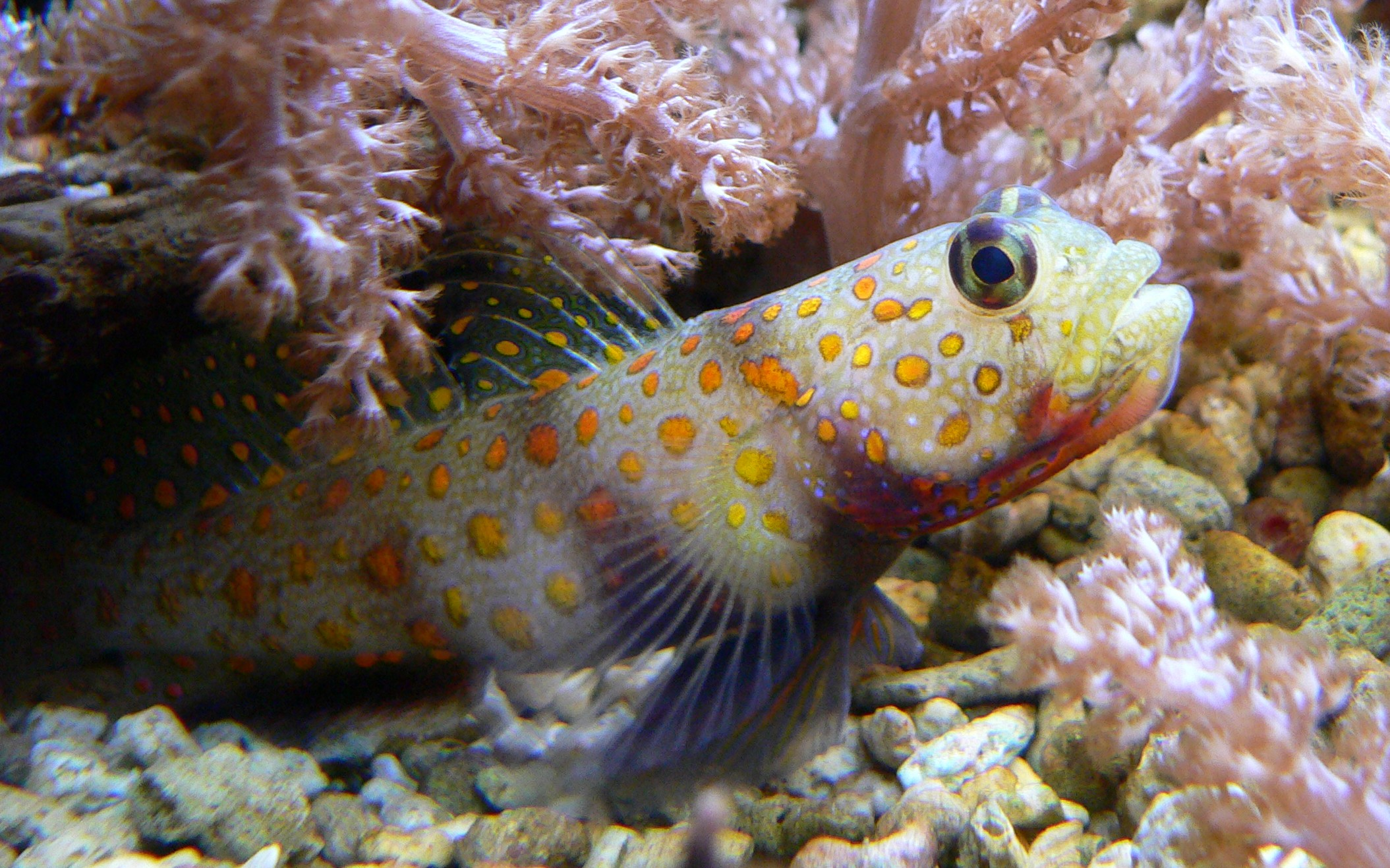
Partnergrundel Amblyeleortis guttata (Gobiidae)
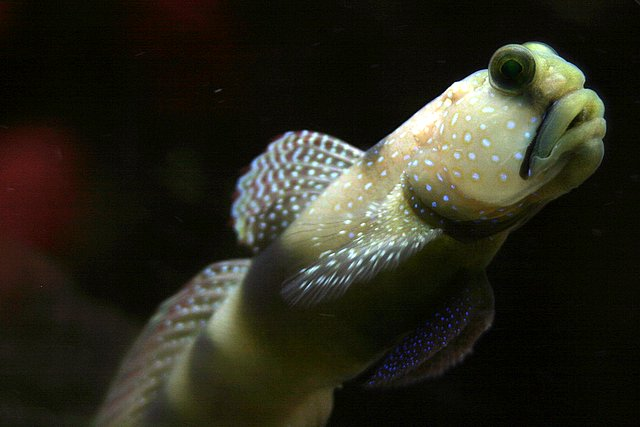
Cryptocentrus cinctus (Gobiidae)
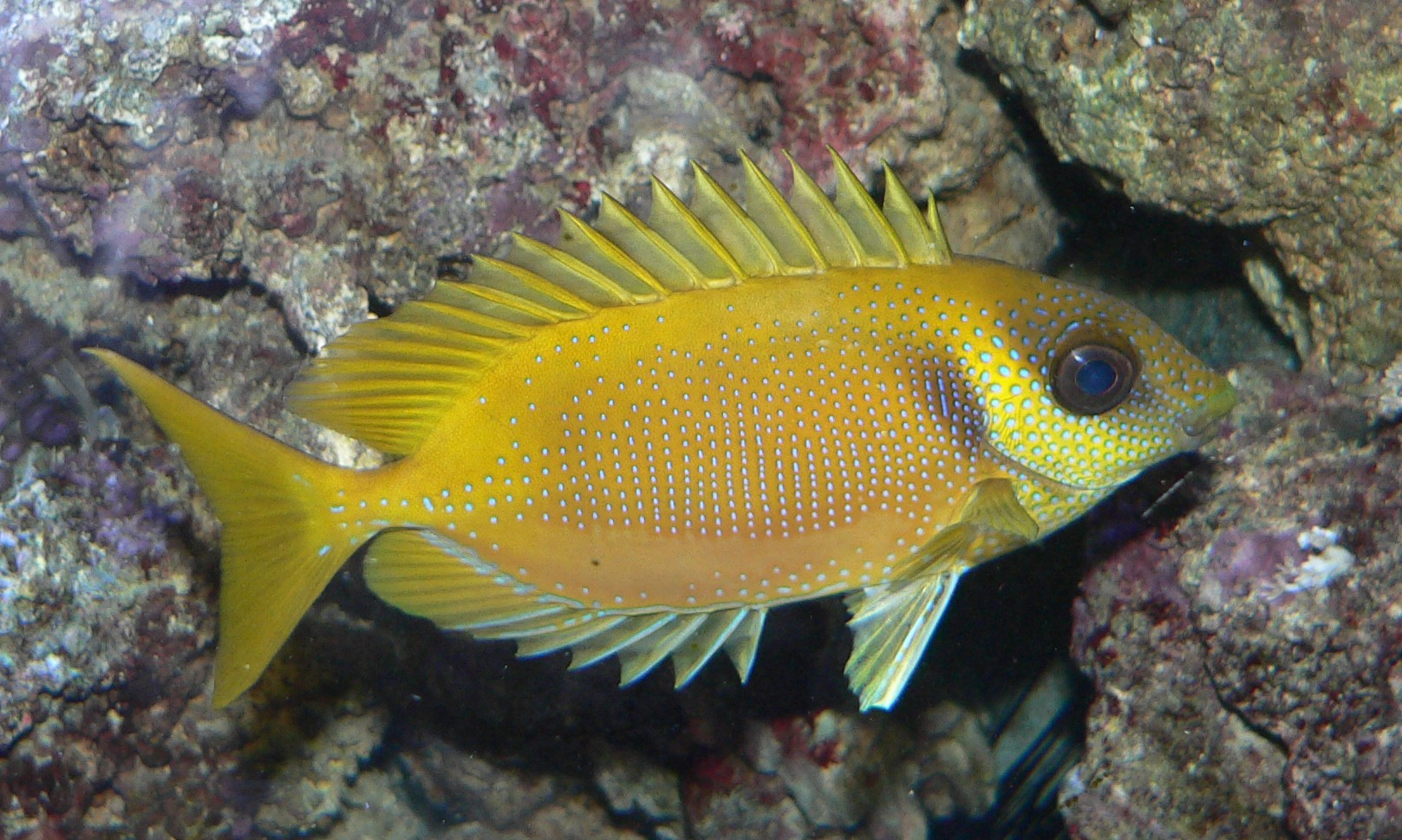
Siganus doliatus (Siganidae)
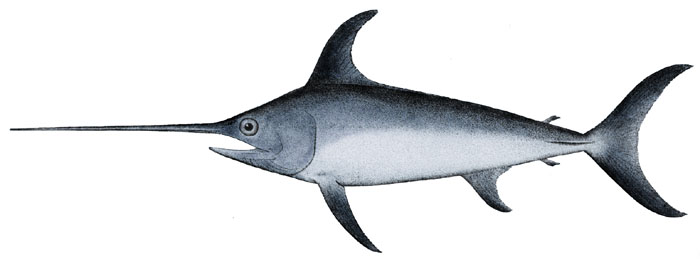
Espadon (Xiphias gladius, Xiphiidae

## Débat scientifique relatif à la phylogénie desAcanthopterygii
Les analyses moléculaires les plus récentes ont confirmé non seulement la forte polyphylie des Perciformes, mais aussi la nécessité de recomposer l'ensemble des Acantomorphes, et notamment des Acanthoptérygiens. Plusieurs ordres ont ainsi disparu, des groupements nouveaux apparaissent. De nombreuses familles de Perciformes attendent encore leur placement.
Nous avons suivi ici, pour les niveaux supérieurs de la classification, la synthèse de Lecointre et al. 2010.

## En savoir plus

### Sources bibliographiques de référence
- Guillaume Lecointre, Cyril Gallut, Bruno Chanet et Agnès Dettaï : « Du rififi chez les poissons », in Pour la Science n° 390, 2010, pp. 57-63

### Sources internet
- Fish Index